# Natação nos Jogos Olímpicos de Verão de 2020 - Revezamento 4x200 m livre masculino
A competição do revezamento 4x200 m livre masculino da natação nos Jogos Olímpicos de Verão de 2020 foi disputada em 27 e 28 de julho de 2021 no Centro Aquático, em Tóquio. Um total de 73 nadadores de 16 Comitês Olímpicos Nacionais (CON) participaram do evento.

## Qualificação
As doze melhores equipes neste evento no durante o Campeonato Mundial de Esportes Aquáticos de 2019 se classificaram para as Olimpíadas. Outras quatro equipes se classificaram por terem os tempos mais rápidos em eventos de qualificação aprovados durante o período entre 1º de março de 2019 a 30 de maio de 2020.

## Formato
A competição consiste em duas rodadas: preliminares e final. As equipes com os oito melhores tempos nas baterias preliminares avançam a final. Desempates (swim-offs) são utilizados conforme necessário para quebrar os empates de avanço a próxima rodada.

## Calendário
Horário local (UTC+9)
| Data                | Horário | Fase         |
| ------------------- | ------- | ------------ |
| 27 de julho de 2021 | 19:55   | Preliminares |
| 28 de julho de 2021 | 12:25   | Final        |

## Medalhistas
|  | GBR Grã-Bretanha                                                  |  | ROC                                                                                                 |  | AUS Austrália                                                                           |
|  | Thomas Dean James Guy Matthew Richards Duncan Scott Calum Jarvis* |  | Martin Malyutin Ivan Girev Evgeny Rylov Mikhail Dovgalyuk Aleksandr Krasnykh* Mikhail Vekovishchev* |  | Alexander Graham Kyle Chalmers Zac Incerti Thomas Neill Mack Horton* Elijah Winnington* |

*Participaram apenas das eliminatórias, mas também receberam medalhas.

## Recordes
Antes desta competição, os recordes mundiais e olímpicos da prova eram os seguintes:
| Tipo | Atleta | Tempo   | Local  | Data                 |
| ---- | --- | ------- | ------ | -------------------- |
|      | USA Estados Unidos Michael Phelps (1:44.49) Ricky Berens (1:44.13) David Walters (1:45.47) Ryan Lochte (1:44.46)    | 6:58.55 | Roma   | 31 de julho de 2009  |
|      | USA Estados Unidos Michael Phelps (1:43.31) Ryan Lochte (1:44.28) Ricky Berens (1:46.29) Peter Vanderkaay (1:44.68) | 6:58.56 | Pequim | 13 de agosto de 2008 |

## Resultados

### Preliminares
As equipes com as oito primeiras colocações, independente da bateria, avançam a final.
| Pos. | Bateria | Raia | CON                | Nadadores | Tempo   | Notas            |
| ---- | ------- | ---- | ------------------ | --- | ------- | ---------------- |
| 1    | 2       | 3    | GBR Grã-Bretanha   | Matthew Richards (1:46.35) James Guy (1:44.66) Calum Jarvis (1:45.53) Thomas Dean (1:46.71)                    | 7:03.25 | Q                |
| 2    | 2       | 4    | AUS Austrália      | Alexander Graham (1:45.72) Mack Horton (1:47.51) Elijah Winnington (1:46.19) Zac Incerti (1:45.58)             | 7:05.00 | Q                |
| 3    | 1       | 5    | ITA Itália         | Stefano Di Cola (1:47.00) Matteo Ciampi (1:45.64) Marco De Tullio (1:46.78) Filippo Megli (1:45.63)            | 7:05.05 | Q                |
| 4    | 1       | 4    | ROC                | Mikhail Dovgalyuk (1:46.56) Aleksandr Krasnykh (1:46.78) Ivan Girev (1:45.71) Mikhail Vekovishchev (1:46.11)   | 7:05.16 | Q                |
| 5    | 2       | 5    | USA Estados Unidos | Drew Kibler (1:46.12) Andrew Seliskar (1:46.17) Patrick Callan (1:47.12) Blake Pieroni (1:46.21)               | 7:05.62 | Q                |
| 6    | 1       | 7    | SUI Suíça          | Antonio Djakovic (1:46.41) Nils Liess (1:47.23) Noè Ponti (1:47.11) Roman Mityukov (1:45.84)                   | 7:06.59 | Q,               |
| 7    | 2       | 2    | GER Alemanha       | Lukas Märtens (1:47.27) Poul Zellmann (1:45.80) Henning Mühlleitner (1:48.11) Jacob Heidtmann (1:45.58)        | 7:06.76 | Q                |
| 8    | 2       | 6    | BRA Brasil         | Luiz Altamir Melo (1:48.01) Fernando Scheffer (1:46.09) Murilo Sartori (1:46.76) Breno Correia (1:46.87)       | 7:07.73 | Q                |
| 9    | 1       | 3    | CHN China          | Ji Xinjie (1:47.14) Hong Jinquan (1:48.17) Zhang Ziyang (1:46.89) Wang Shun (1:46.07)                          | 7:08.27 |                  |
| 10   | 1       | 1    | ISR Israel         | Denis Loktev (1:46.64 ) Daniel Namir (1:47.41) Tomer Frankel (1:48.19) Gal Cohen Groumi (1:46.41)              | 7:08.65 | Recorde nacional |
| 11   | 1       | 6    | FRA França         | Jordan Pothain (1:47.30) Hadrien Salvan (1:48.09) Enzo Tesic (1:46.84) Jonathan Atsu (1:46.65)                 | 7:08.88 |                  |
| 12   | 2       | 7    | JPN Japão          | Konosuke Yanagimoto (1:48.50) Katsuhiro Matsumoto (1:45.35) Kosuke Hagino (1:47.90) Kotaro Takahashi (1:47.78) | 7:09.53 |                  |
| 13   | 2       | 1    | KOR Coreia do Sul  | Lee Yoo-yeon (1:49.55) Hwang Sun-woo (1:48.88) Kim Woo-min (1:49.24) Lee Ho-joon (1:47.36)                     | 7:15.03 |                  |
| 14   | 2       | 8    | IRL Irlanda        | Jack McMillan (1:46.66 ) Finn McGeever (1:48.46) Brendan Hyland (1:51.28) Shane Ryan (1:49.08)                 | 7:15.48 |                  |
| 15   | 1       | 8    | POL Polônia        | Kacper Majchrzak (1:49.32) Jakub Kraska (1:47.94) Kamil Sieradzki (1:50.44) Radosław Kawęcki (1:51.21)         | 7:18.91 |                  |
| 16   | 1       | 2    | HUN Hungria        | Balázs Holló (1:47.41) Gabor Zombori (1:47.27) Dominik Kozma Richárd Márton                                    | DSQ     |                  |

### Final
As três equipes mais rápidas na final conquistaram as medalhas.
| Pos.            | Raia | CON                | Nadadores                                                                                                | Tempo   | Notas            |
| --------------- | ---- | ------------------ | --- | ------- | ---------------- |
| Medalha de ouro | 4    | GBR Grã-Bretanha   | Thomas Dean (1:45.72) James Guy (1:44.40) Matthew Richards (1:45.01) Duncan Scott (1:43.45)              | 6:58.58 | Recorde europeu  |
| 2               | 6    | ROC                | Martin Malyutin (1:45.69) Ivan Girev (1:45.63) Evgeny Rylov (1:45.26) Mikhail Dovgalyuk (1:45.23)        | 7:01.81 |                  |
| 3               | 5    | AUS Austrália      | Alexander Graham (1:46.00) Kyle Chalmers (1:45.35) Zac Incerti (1:45.75) Thomas Neill (1:44.74)          | 7:01.84 |                  |
| 4               | 2    | USA Estados Unidos | Kieran Smith (1:44.74) Drew Kibler (1:45.51) Zach Apple (1:47.31) Townley Haas (1:44.87)                 | 7:02.43 |                  |
| 5               | 3    | ITA Itália         | Stefano Ballo (1:45.77) Matteo Ciampi (1:45.88) Filippo Megli (1:45.33) Stefano Di Cola (1:46.26)        | 7:03.24 |                  |
| 6               | 7    | SUI Suíça          | Antonio Djakovic (1:45.77 ) Nils Liess (1:47.74) Noè Ponti (1:46.93) Roman Mityukov (1:45.68)            | 7:06.12 | Recorde nacional |
| 7               | 1    | GER Alemanha       | Lukas Märtens (1:46.68) Poul Zellmann (1:46.30) Henning Mühlleitner (1:48.04) Jacob Heidtmann (1:45.49)  | 7:06.51 |                  |
| 8               | 8    | BRA Brasil         | Fernando Scheffer (1:45.93) Murilo Sartori (1:46.09) Breno Correia (1:48.11) Luiz Altamir Melo (1:48.09) | 7:08.22 |                  |

Legenda
| Recorde mundial      | Recorde mundial (World record)               |                       | Recorde africano                      | Recorde africano (African) |                                           | Q | Classificado por posição (Qualified) |
| Recorde olímpico     | Recorde olímpico (Olympic record)            | Recorde da América    | Recorde da América (Americas)         | q                          | Classificado por melhor tempo (Qualified) |   |                                      |
| Melhor marca do ano  | Melhor marca do ano (World leading)          | Recorde asiático      | Recorde asiático (Asian)              | DNS                        | Não largou (Did not start)                |   |                                      |
| Recorde nacional     | Recorde nacional (National record)           | Recorde europeu       | Recorde europeu (European)            | DNF                        | Não terminou (Did not finish)             |   |                                      |
| Recorde pessoal      | Recorde pessoal do atleta (Personal best)    | Recorde da Oceania    | Recorde da Oceania (Oceania)          | DSQ / DQ                   | Desclassificado (Disqualified)            |   |                                      |
| Recorde da temporada | Recorde da temporada do atleta (Season best) | Recorde sul-americano | Recorde sul-americano (South America) | NM                         | Sem marca (No mark)                       |   |                                      |